# Den fortabte søn (film)
Den fortabte søn (originaltitel Tuhlaajapoika) er en finsk film fra 1992. Filmen er instrueret af Veikko Aaltonen. Filmen havde premiere i 1995 i Danmark.